# Jacob Rijf
Jacob Rijf (né le 17 juillet 1753 à Jakobstad – mort le 25 décembre 1808 à  Stockholm) est un bâtisseur d’églises finlandais.

## Églises de Jacob Rijf
- 1786, Église d'Hyrynsalmi[1],
- 1788, Église d'Ylikiiminki,
- 1789, Église de Larsmo,
- 1792, Église de Kortesjärvi,
- 1792, Église de Puolanka[2],
- 1794, Église d'Himanka,
- 1797, Église d'Alatornio,
- 1797, Église d'Oravais,
- 1800, Église de Lehtimäki,
- 1807, Église de Vimpeli,
- 1807, Église de Kälviä (clocher),
- 1807, Église rurale de Skellefteå,
- 1808, Église de Kungsholma, (rénovation).
- 1816, Église de Kuhmo

## Galerie

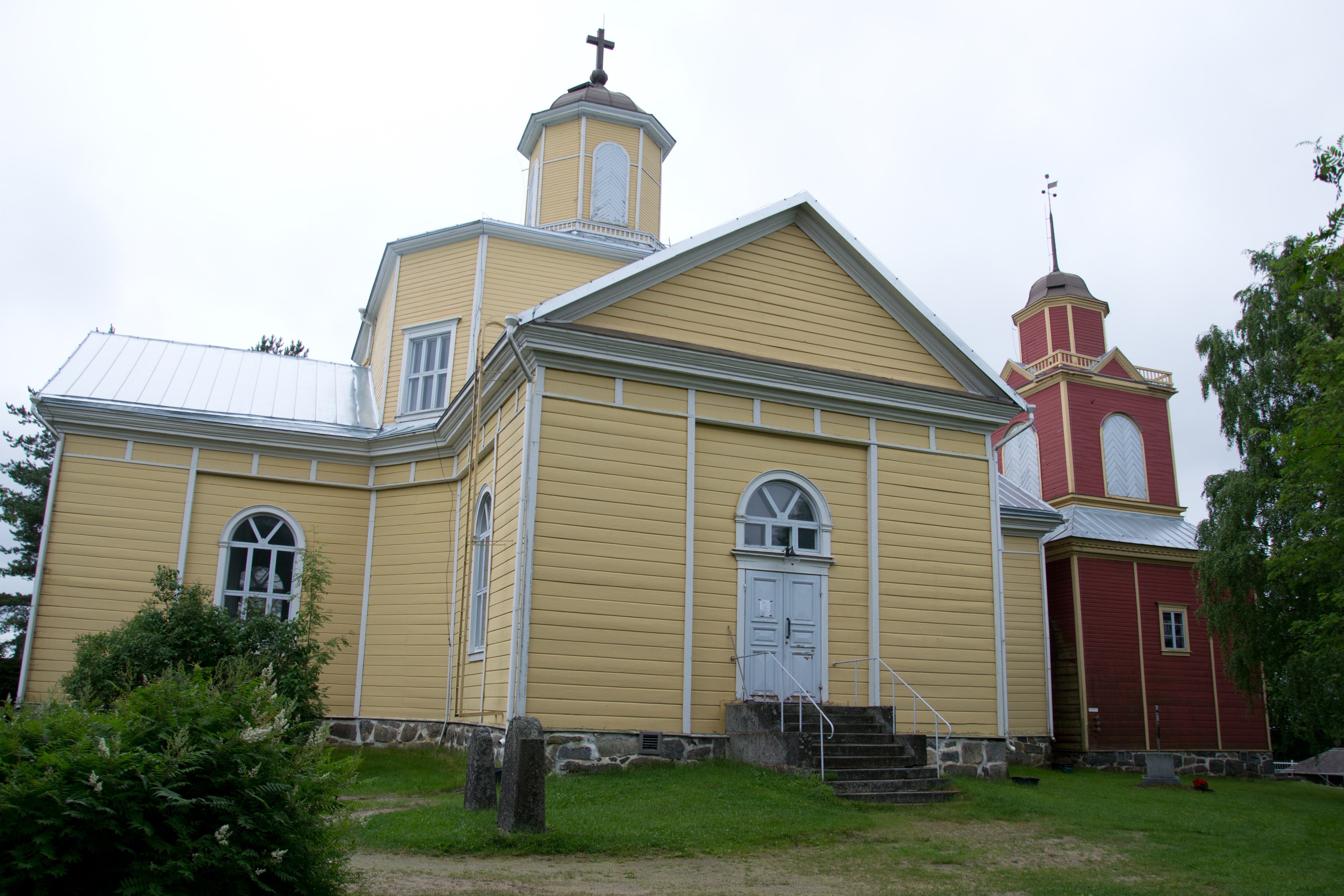
Église de Lehtimäki
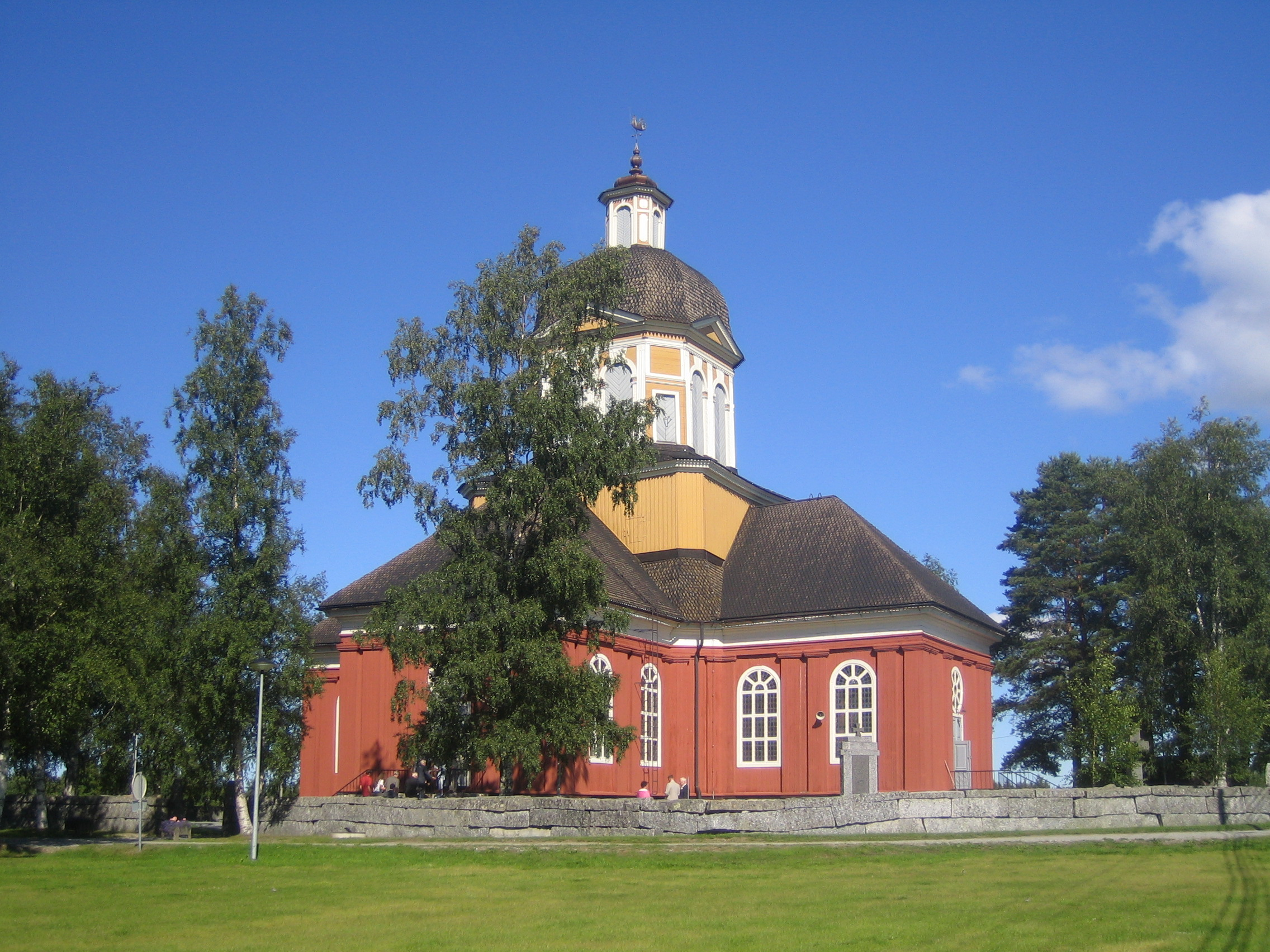
Église de Larsmo
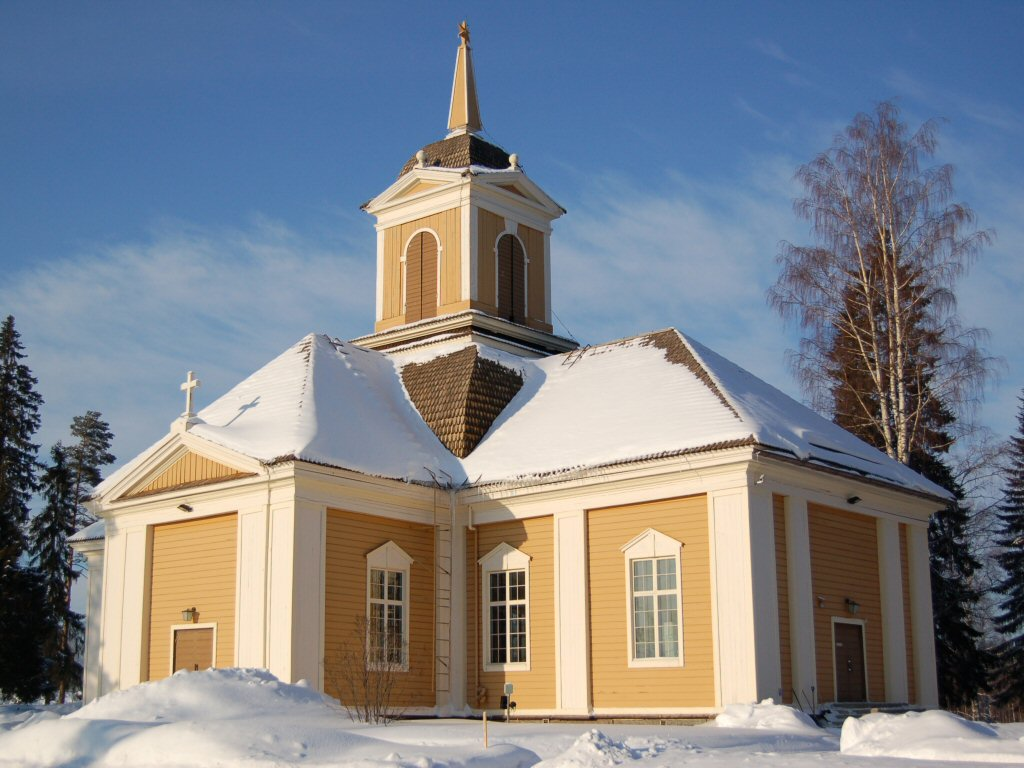
Église d'Ylikiiminki
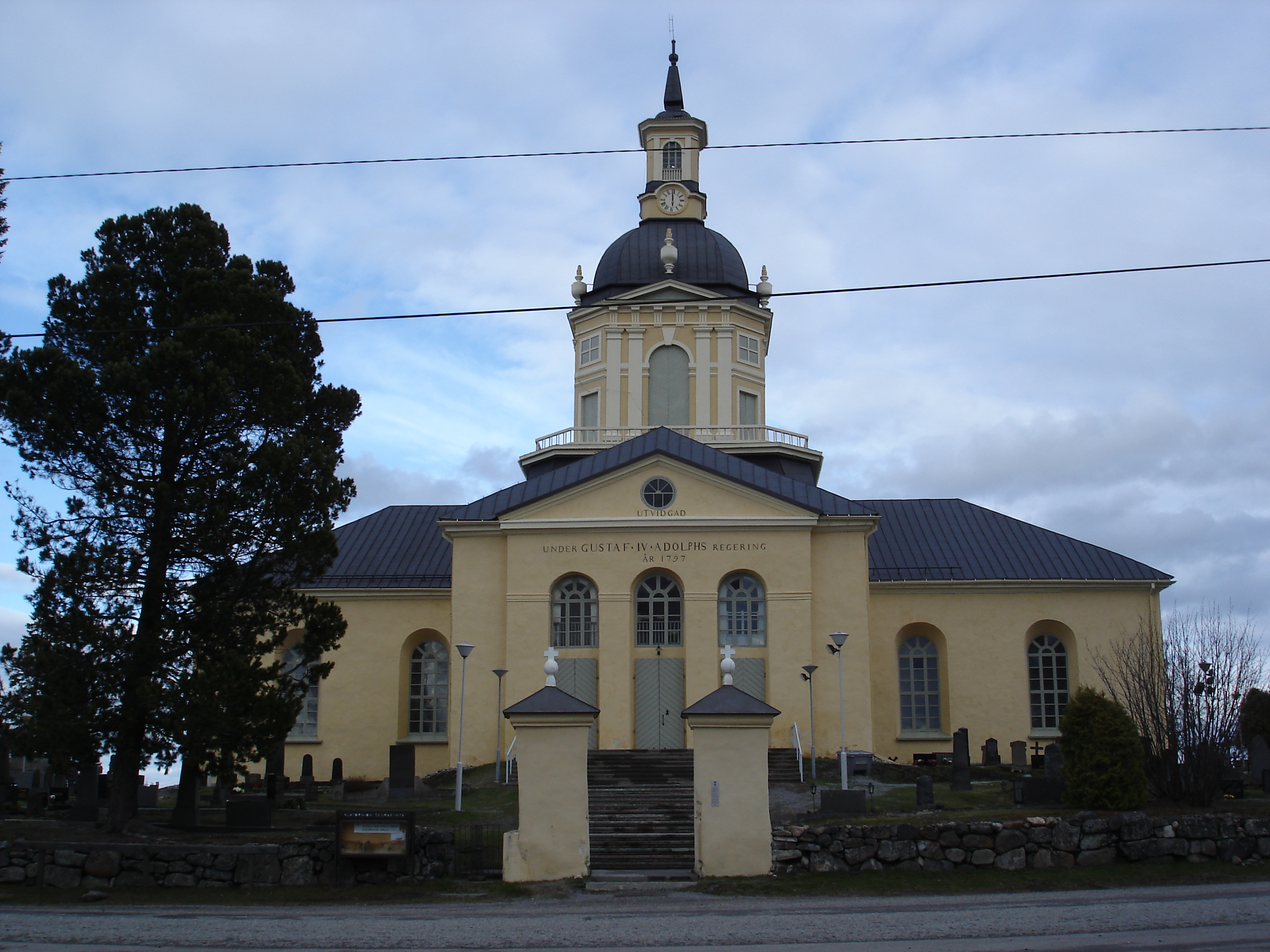
Église d'Alatornio
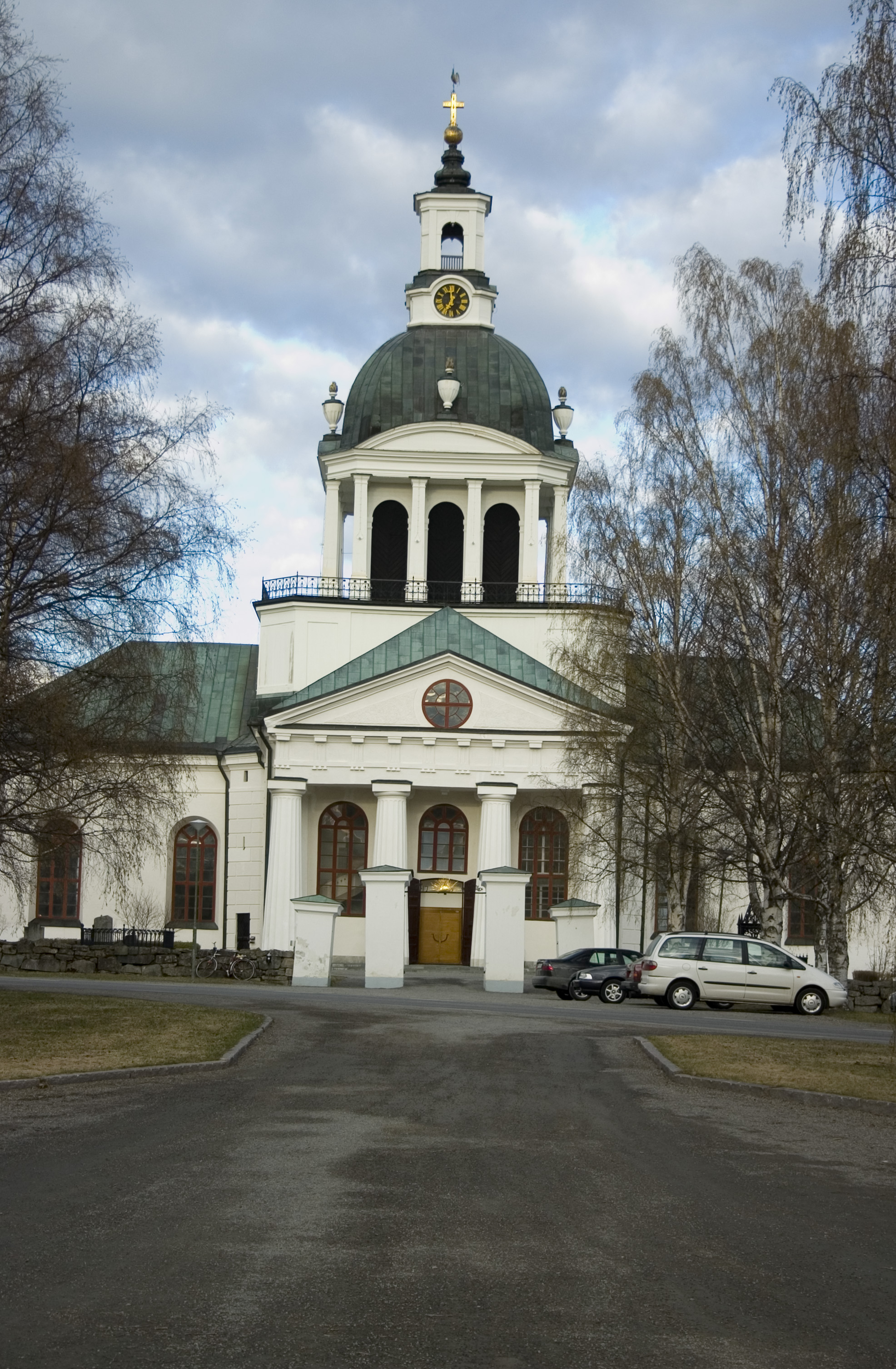
Église rurale de Skellefteå
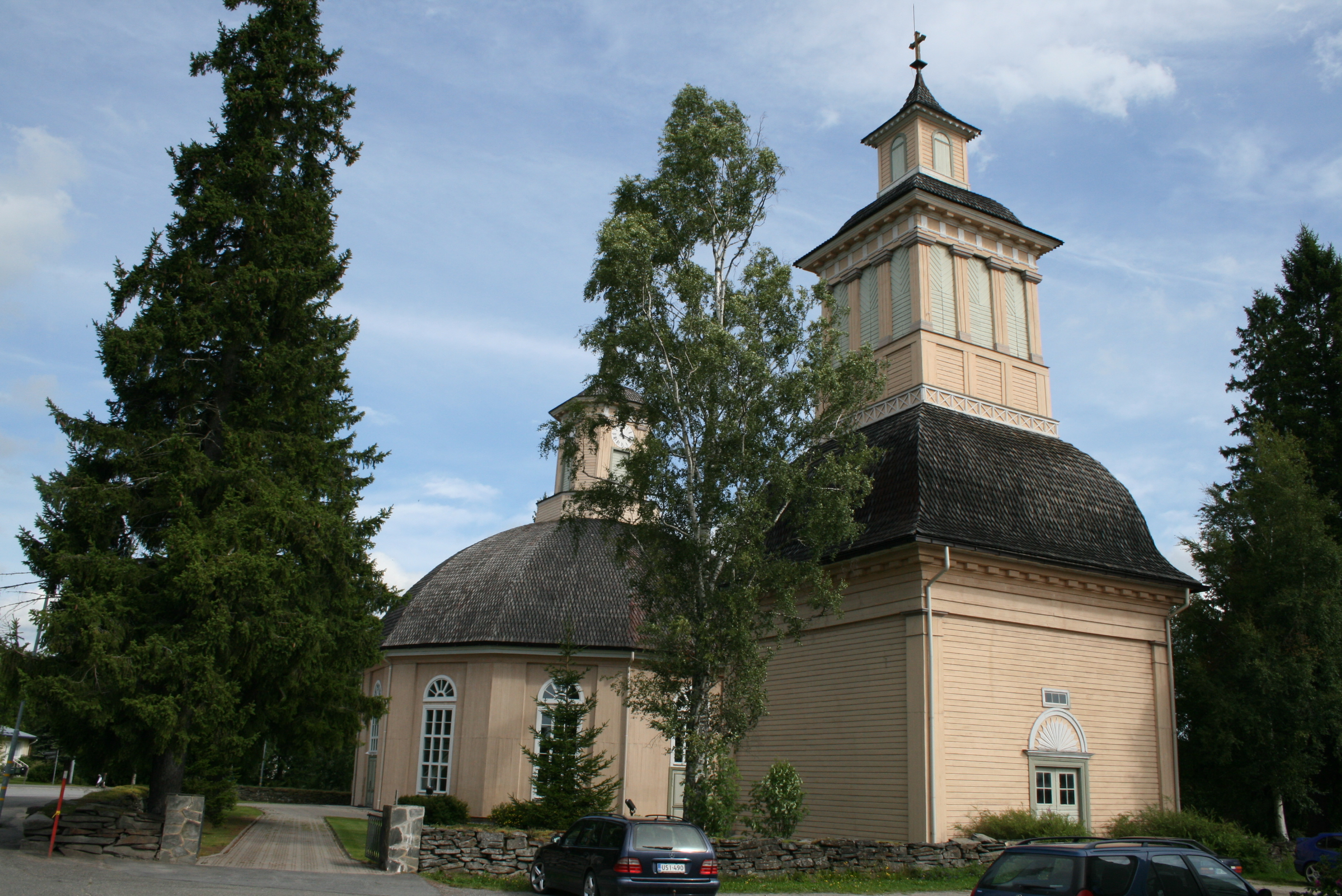
Église de Vimpeli